# بیست و پنجمین مراسم گلدن گلوب
۲۵مین مراسم گلدن گلوب برای ارج نهادن به بهترین فیلم و شوی تلویزیونی سال ۱۹۶۷ در ۱۲ فوریه سال ۱۹۶۸ برگزار شد
ادیث ایوانز و ریچارد اتنبورو برای دومین سال پی در پی است که گوی زرین را برنده می‌شوند. آن بنکرافت دومین بار است که برنده گلدن گلوب می‌شود

## برندگان و نامزدها

### فیلم سینمایی

#### جایزه گلدن گلوب بهترین فیلم – درام
در گرمای شب (فیلم)
- بانی و کلاید (فیلم)
- دور از اجتماع خشمگین (فیلم ۱۹۶۷)
- حدس بزن چه‌کسی برای شام می‌آید
- در کمال خونسردی (فیلم ۱۹۶۷)

#### جایزه گلدن گلوب بهترین فیلم – موزیکال یا کمدی
فارغ‌التحصیل (فیلم)
- کملوت (فیلم)
- دکتر دولیتل (فیلم ۱۹۶۷)
- رام کردن زن سرکش (فیلم ۱۹۶۷)
- میلی کاملاً مدرن

#### جایزه گلدن گلوب بهترین بازیگر مرد – فیلم درام
راد استایگر - در گرمای شب (فیلم)
- آلن بیتس - دور از اجتماع خشمگین (فیلم ۱۹۶۷)
- وارن بیتی - بانی و کلاید (فیلم)
- پل نیومن - لوک خوش‌دست
- سیدنی پوآتیه - در گرمای شب (فیلم)
- اسپنسر تریسی - حدس بزن چه‌کسی برای شام می‌آید (posthumous)

#### جایزه گلدن گلوب بهترین بازیگر زن – فیلم درام
ادیث ایوانز - نجواگران
- فی داناوی - بانی و کلاید (فیلم)
- آدری هپبورن - تا تاریکی صبر کن
- کاترین هپبورن - حدس بزن چه‌کسی برای شام می‌آید
- آن هیوود - روباه (فیلم ۱۹۶۷)

#### جایزه گلدن گلوب بهترین بازیگر مرد – فیلم موزیکال یا کمدی
ریچارد هریس - کملوت (فیلم)
- ریچارد برتون - رام کردن زن سرکش (فیلم ۱۹۶۷)
- رکس هریسون - دکتر دولیتل (فیلم ۱۹۶۷)
- داستین هافمن - فارغ‌التحصیل (فیلم)
- اوگو تونیاتسی - بی‌اخلاق (فیلم)

#### جایزه گلدن گلوب بهترین بازیگر زن – فیلم موزیکال یا کمدی
آن بنکرافت - فارغ‌التحصیل (فیلم)
- جولی اندروز - میلی کاملاً مدرن
- آدری هپبورن - دو تا برای جاده (فیلم)
- شرلی مک‌لین - زن ضربدر هفت
- ونسا ردگریو - کملوت (فیلم)

#### جایزه گلدن گلوب بهترین بازیگر نقش مکمل مرد
ریچارد اتنبرا - دکتر دولیتل (فیلم ۱۹۶۷)
- جان کاساوتیس - دوازده مرد خبیث
- جرج کندی - لوک خوش‌دست
- مایکل جی. پولارد - بانی و کلاید (فیلم)
- افرم زیمبالیست جونیور - تا تاریکی صبر کن

#### جایزه گلدن گلوب بهترین بازیگر نقش مکمل زن
کارول چانینگ - میلی کاملاً مدرن
- کوئنتین دین - در گرمای شب (فیلم)
- لیلین گیش - کمدین‌ها (فیلم ۱۹۶۷)
- لی گرانت - در گرمای شب (فیلم)
- پرونلا رانسوم - دور از اجتماع خشمگین (فیلم ۱۹۶۷)
- بیه ریچاردز - حدس بزن چه‌کسی برای شام می‌آید

#### جایزه گلدن گلوب بهترین کارگردانی
مایک نیکولز - فارغ‌التحصیل (فیلم)
- نورمن جویسون - در گرمای شب (فیلم)
- استنلی کریمر - حدس بزن چه‌کسی برای شام می‌آید
- آرتور پن - بانی و کلاید (فیلم)
- مارک رایدل - روباه (فیلم ۱۹۶۷)

#### جایزه گلدن گلوب بهترین فیلم‌نامه
در گرمای شب (فیلم) - استرلینگ سیلیفنت
- بانی و کلاید (فیلم) - رابرت بنتون and دیوید نیومن (فیلم‌نامه‌نویس)
- روباه (فیلم ۱۹۶۷) - لوئیس جان کارلینو and هاوارد ئی کخ
- فارغ‌التحصیل (فیلم) - باک هنری and کالدر ویلینگهام
- حدس بزن چه‌کسی برای شام می‌آید - ویلیام رز

#### جایزه گلدن گلوب بهترین فیلم غیر انگلیسی‌زبان
روباه (فیلم ۱۹۶۷) • کانادا
- تصادف (فیلم ۱۹۶۷) • بریتانیا
- بذله‌گوها • بریتانیا
- زمان فوق‌العاده • بریتانیا
- اولیس (فیلم ۱۹۶۷) • بریتانیا
- نجواگران • بریتانیا

برای زندگی، زندگی کن • فرانسه
- الویرا مادیگان (فیلم ۱۹۶۷) • سوئد
- بی‌اخلاق (فیلم) • فرانسه/ایتالیا
- قطارهای در مراقبت شدید • چکسلواکی
- بیگانه (فیلم ۱۹۶۷) • فرانسه

#### جایزه گلدن گلوب بهترین موسیقی
کملوت (فیلم) - فردریک لووه
- دکتر دولیتل (فیلم ۱۹۶۷) - لسلی بریکوس
- میلی کاملاً مدرن - المر برنستاین
- دو تا برای جاده (فیلم) - هنری مانچینی
- برای زندگی، زندگی کن - فرانسیس له

#### جایزه گلدن گلوب بهترین ترانه غیراقتباسی
"If Ever I Would Leave You" - کملوت (فیلم)
- "Talk to the Animals" - دکتر دولیتل (فیلم ۱۹۶۷)
- "Circles in the Water" - برای زندگی، زندگی کن
- "Please Don't Gamble with Love" - Ski Fever
- "میلی کاملا مدرن" - میلی کاملاً مدرن

#### New Star of the Year (Male)
داستین هافمن - فارغ‌التحصیل (فیلم)

#### New Star of the Year (Female)
کاترین راس - فارغ‌التحصیل (فیلم)

#### World Film Favorite (Male)
پل نیومن

#### World Film Favorite (Female)
جولی اندروز

### مجموعه تلویزیونی

#### جایزه گلدن گلوب بهترین مجموعه تلویزیونی – درام
مأموریت: غیرممکن
- The Carol Burnett Show
- The Dean Martin Show
- Garrison's Gorillas
- Rowan & Martin's Laugh-In

#### جایزه گلدن گلوب بهترین بازیگر مرد – مجموعه تلویزیونی درام
مارتین لاندو – مأموریت: غیرممکن
- Brendon Boone – Garrison's Gorillas
- بن گازارا – Run for Your Life
- دین مارتین – The Dean Martin Show
- اندی ویلیامز – The Andy Williams Show

#### جایزه گلدن گلوب بهترین بازیگر زن – مجموعه تلویزیونی موزیکال یا کمدی
کارول برنت – The Carol Burnett Show
- باربارا بین – مأموریت: غیرممکن
- لوسیل بال – The Lucy Show
- نانسی سیناترا – Movin' with Nancy
- باربارا استانویک – The Big Valley